# Esplosione di Parigi
Il 12 gennaio 2019, in una panetteria nella Rue de Trévise, nel 9º arrondissement di Parigi si verificò un'esplosione. Due pompieri, un turista spagnolo e un'altra donna rimasero uccisi e altri quarantasette feriti. Secondo il procuratore locale Remy Heitz, la causa apparente dell'esplosione è stata una perdita di gas.

## Esplosione
Prima dell'esplosione, diversi vigili del fuoco erano giunti sul posto per una perdita di gas. L'esplosione provocò un incendio che distrusse le finestre degli edifici circostanti e causo il rovesciamento di qualche automobile.

## Conseguenze
In risposta all'incidente furono schierati più di 200 pompieri, sul luogo giunsero anche il ministro degli interni francese Christophe Castaner, il primo ministro Édouard Philippe e il sindaco di Parigi Anne Hidalgo.